# Меттерних (замок, Рейнланд-Пфальц)
Меттерних (нем. Burg Metternich) — руины средневекового замка на крутой 60-метровой скале, имеющей почти отвесные склоны с трёх сторон в коммуне Байльштайн в земле Рейнланд-Пфальц, Германия.

## История

### Ранний период
Первое упоминание о замке относится к 1268 году. Тогда он назывался Байльштайн. Владельцем крепости считался Иоганн фон Браунсхорн, имевший земли в качестве феода от Кёльнского архиепископства. 
Ранее считалось, что ещё задолго до XIII века на этом месте уже существовали укрепления. Но археологические раскопки и детальное обследование руин, проведённое Александром Тоном и Стефаном Ульрихом помогли сделать вывод, что первые сооружения, вероятно, появились здесь только в середине XIII века. Во всяком случае, никаких следов строительных работ XII века, а уж тем более ранних периодов, не обнаружено.
В 1361 году род фон Браунсхорн пресёкся. Последний представитель семьи по имени Герлах умер, не оставив потомка мужского пола. Однако в   1363 году весь комплекс достался его внукам (сыновьям дочери): Куно и Герлаху фон Виннебург. Причём они стали именоваться фон Виннебург унд Байльштайн.

### Новое время

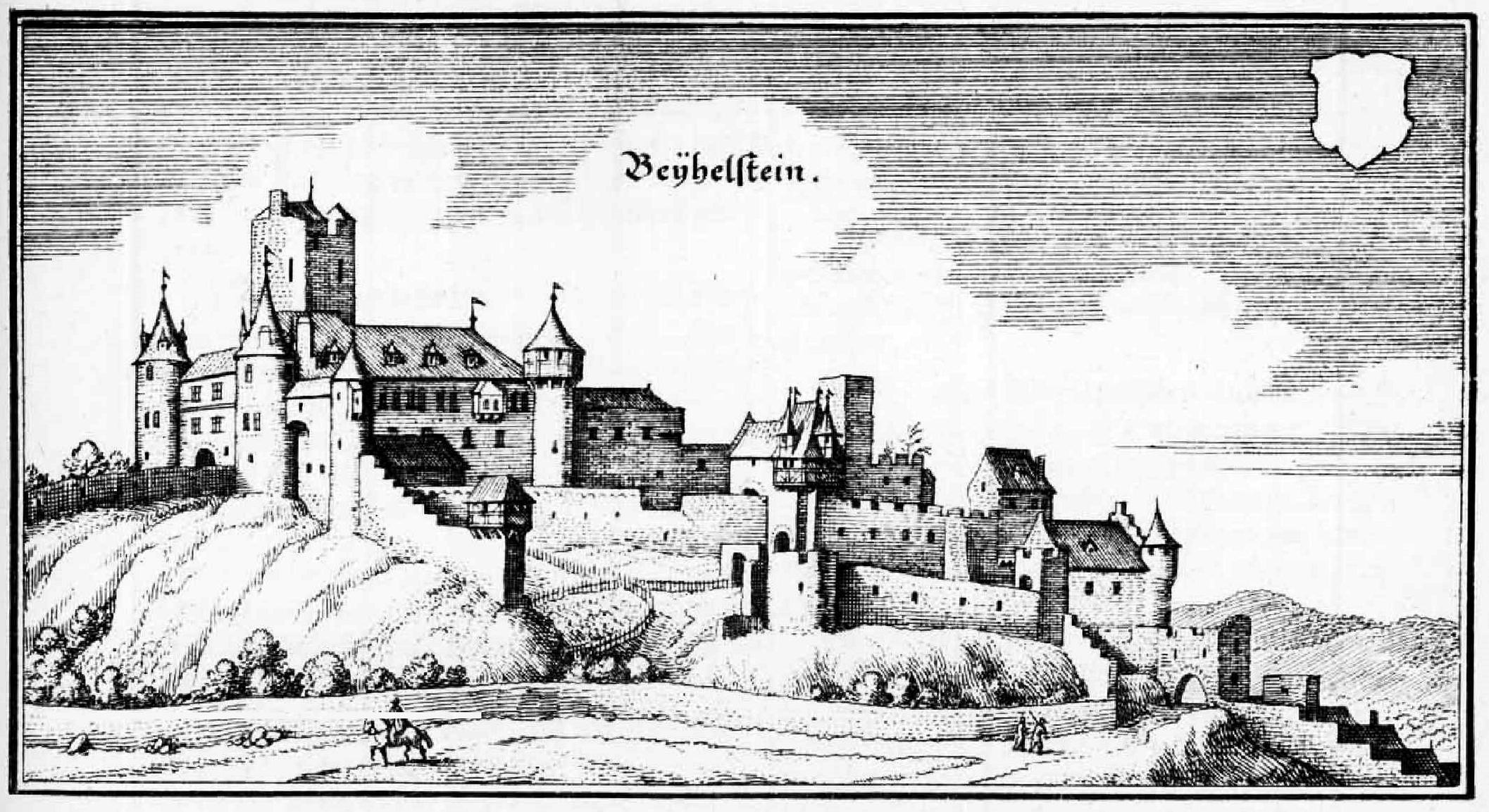
Рисунок замка Байльштайн 1646 года

Замок в целом благополучно пережил сложную эпоху Тридцатилетней войны. Его одно время оккупировали шведские войска, а затем здесь размещался испанский гарнизон. Но строения крепости практически не пострадали.
В начале XVII века род фон Виннебург унд Байльштайн пресёкся. В результате сложных договорённостей новым собственником замка в 1637 году стала влиятельная семья фон Меттерних. Новые владельцы решили переименовать крепость и присвоить ей своё родовое имя. Название Меттерних сохранилось за комплексом до настоящего времени.
В 1689 году в ходе Войны Аугсбургской лиги замок был полностью разрушен французскими войсками. После завершения боевых действий весь комплекс лежал в руинах. Но семья фон Меттерних не имела средств на восстановление замка. Последним собственником владений был знаменитый дипломат граф (позднее князь) Клеменс фон Меттерних. Он рассматривал возможность реставрации родового владения, но в 1793 году Рейнская область, и в том числе замок, оказались оккупированы французскими революционными войсками. В итоге Меттерних отказался от своих планов, а позднее вообще отказался от претензий на владение замком.
Новые власти продали руины с аукциона. С тех пор через куплю владельцы несколько раз менялись. В настоящее время замок Меттерних находятся в руках семьи фон Шпренгер-Херцер.

## Расположение

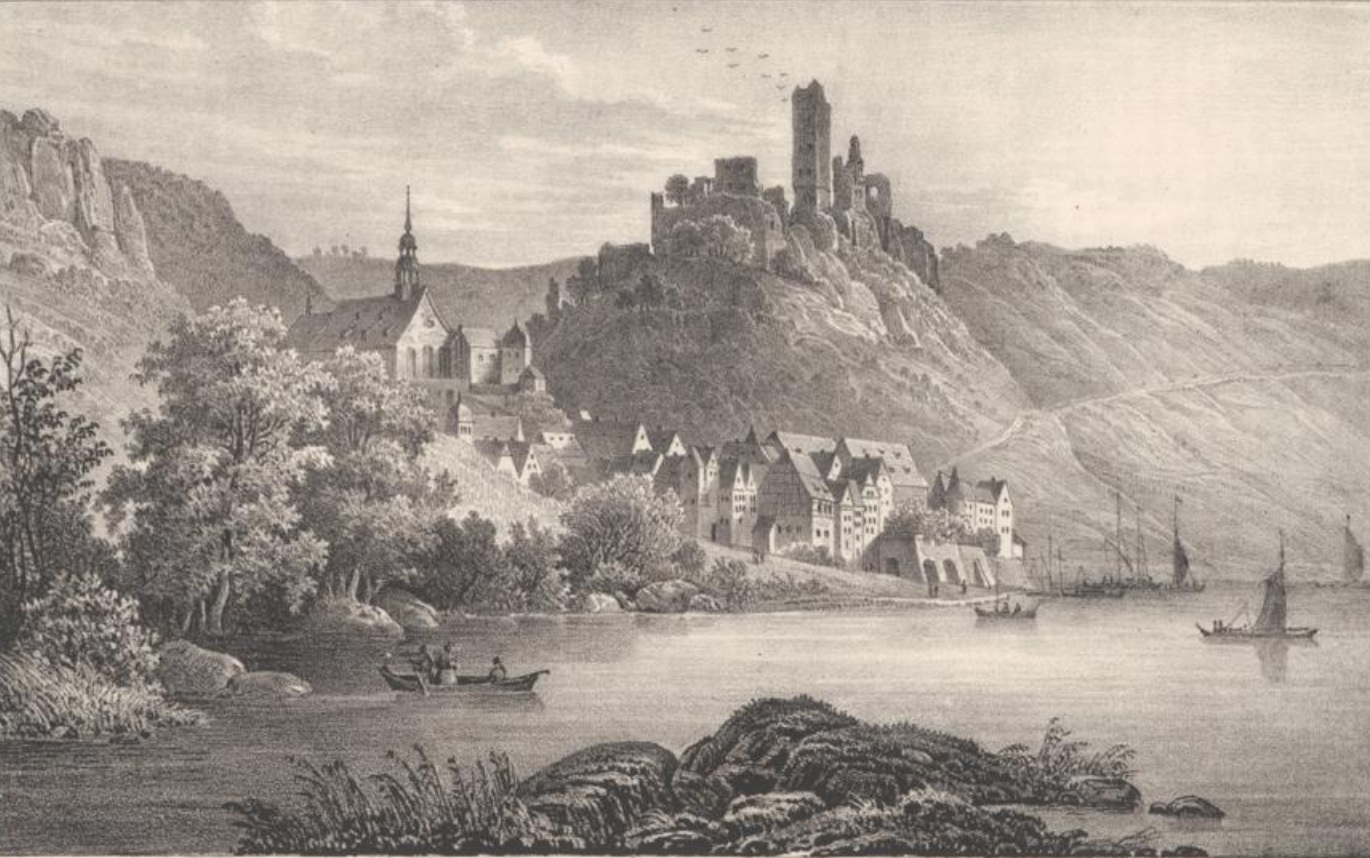
Замок на картине 1839 года

Замок Меттерних расположен на высоте 150 метров над уровнем моря в районе Кохем-Целль в земле Рейнланд-Пфальц в долине реки Мозель. Город Кохем находится в 7 км к северо-западу от крепости, а Целль — в 10 км к югу. Ближайший крупный город Кобленц расположен в 36 км к северо-востоку, ниже по течению Мозеля (все расстояния приведены по прямой, реальный путь существенно длиннее).

## Описание
Комплекс руин замка довольно обширный. Непосредственно цитадель занимает площадь примерно 80х50 метров. Проход к крепости был возможен только с одной стороны: с севера. На этом пути находилось несколько последовательных укреплений, включая мощный форбург.
Основу крепости составляли каменная пятиугольная цитадель с высокими стенами и единственными воротами. Бергфрид достигал высоты 25 метров. Самые главные укрепления были обращены в сторону южного отрога скалы, со стороны наиболее вероятной вражеской атаки. По количеству имевшихся внутри крепости жилых зданий можно предположить, что в Байльштайне в Средние века одновременно проживало сразу несколько знатных семей.

## Современное использование
Крепость в настоящее время представляет из себя туристический объект. На вершине главной башни оборудована смотровая площадка, откуда открываются живописные виды долины реки Мозель.
Внутри крепости находится ресторан и просторная площадка для проведения пивных фестивалей. У подножия замка расположена гостиница.

## Галерея

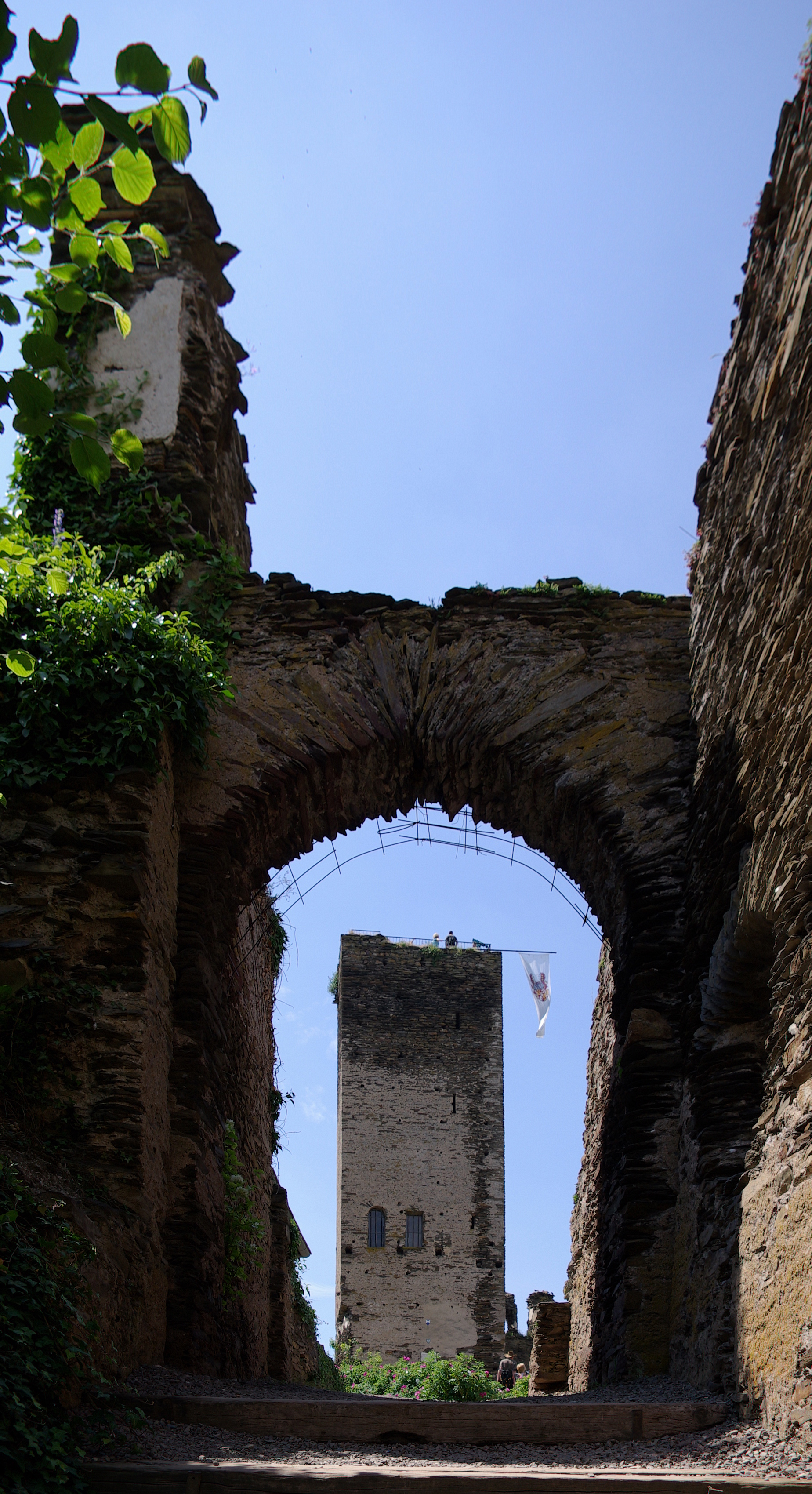
Остатки старинных ворот, ведущих в замок
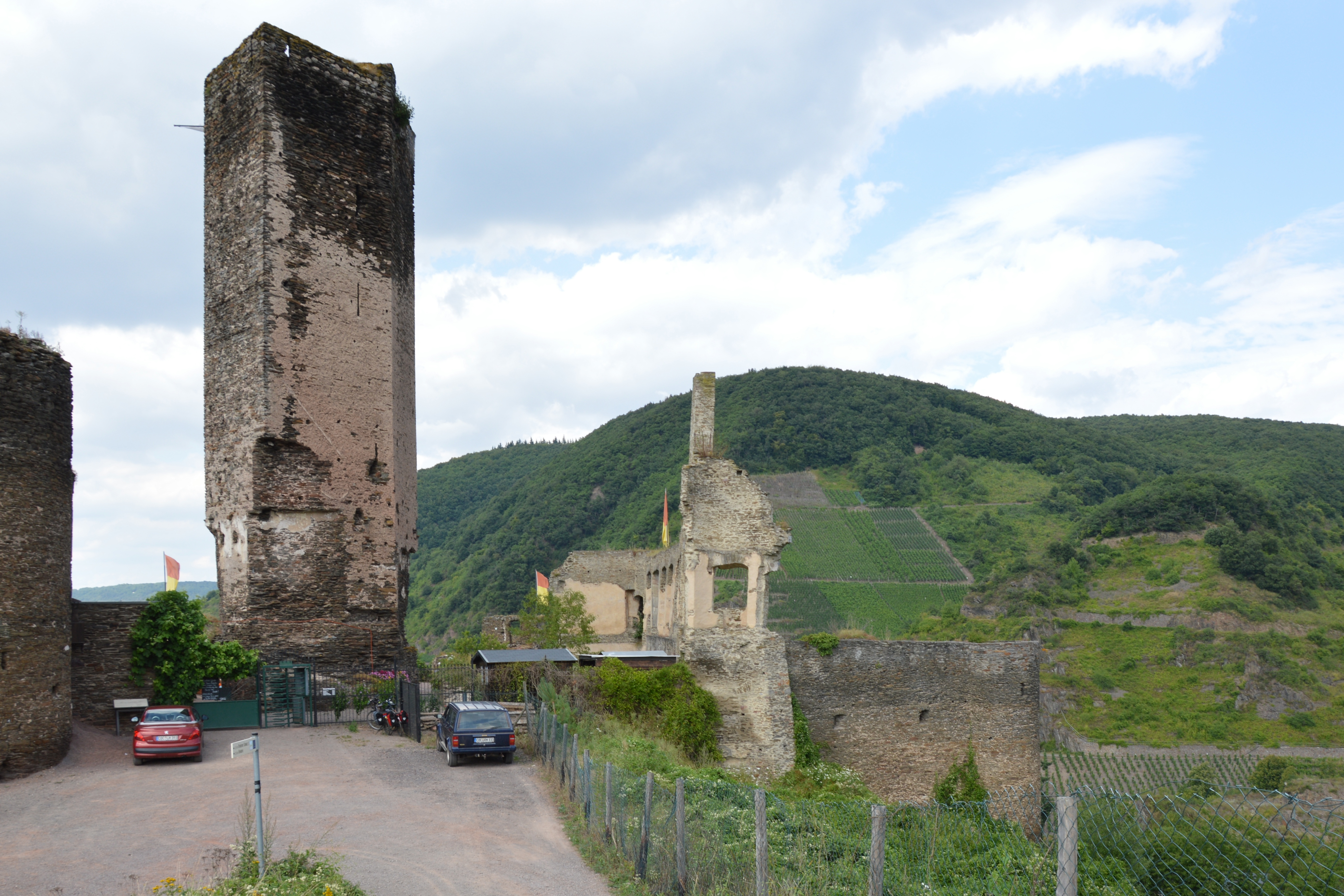
Бергфрид замка
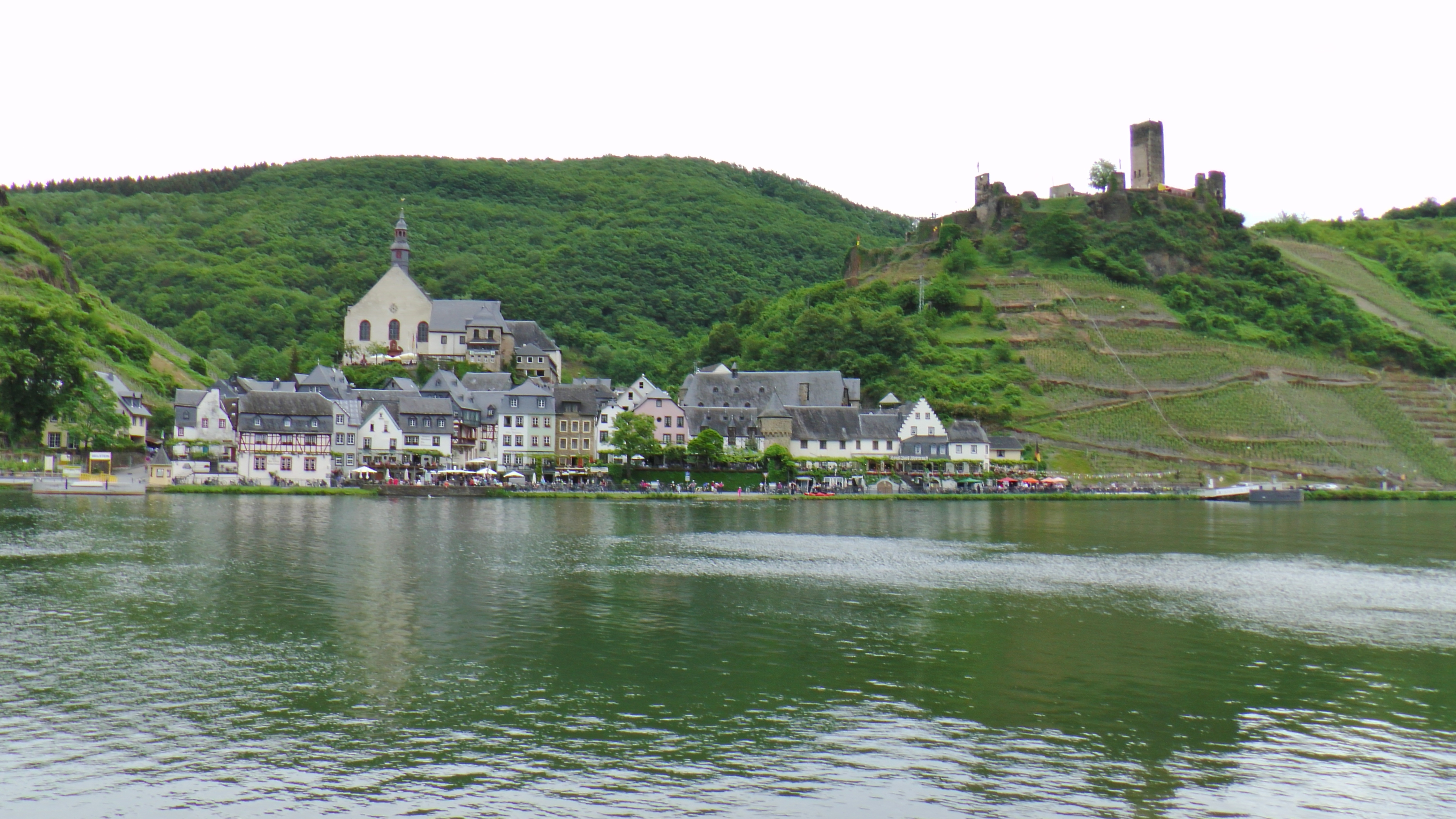
Вид поселения Байльштайн и руин замка со стороны Мозеля
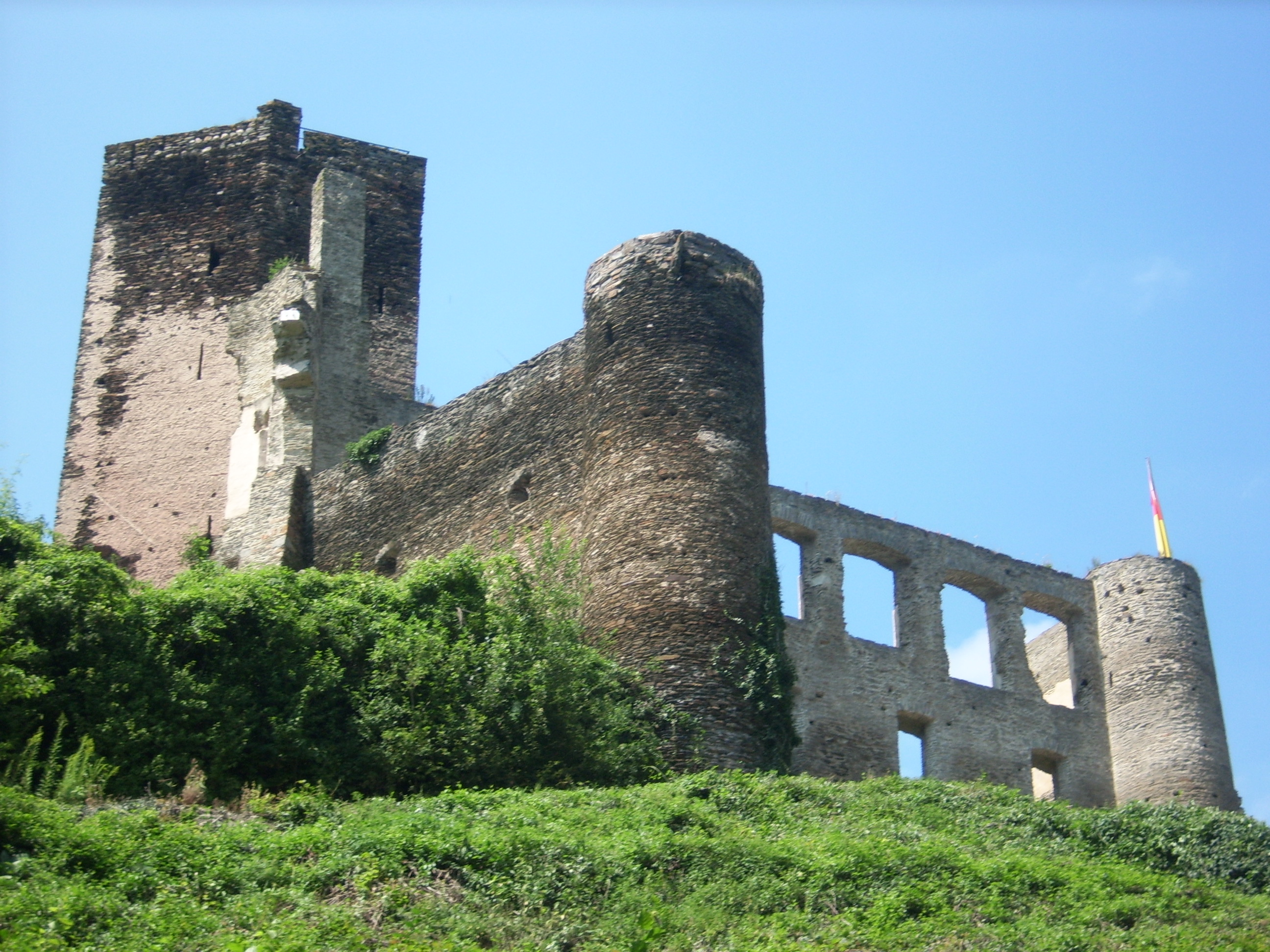
Вид руин замка снизу
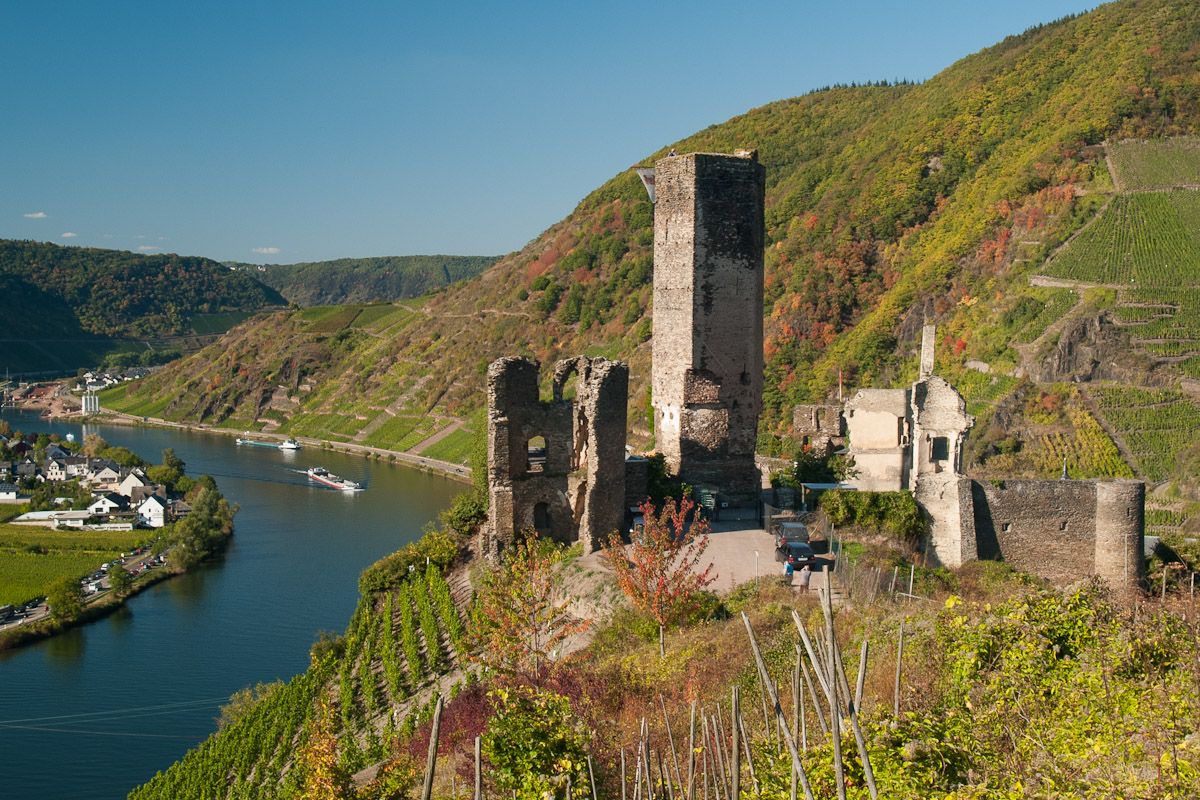
Руины замка и долина реки Мозель